# Centre universitaire des sciences économiques et administratives
 (juillet 2025).
Si vous disposez d'ouvrages ou d'articles de référence ou si vous connaissez des sites web de qualité traitant du thème abordé ici, merci de compléter l'article en donnant les références utiles à sa vérifiabilité et en les liant à la section « Notes et références ».
Le Centre universitaire des sciences économiques et administratives, (espagnol : Centro Universitario de Ciencias Económico-Administrativas), abrégé CUCEA, est une division de l'université de Guadalajara dédiée à l’enseignement supérieur dans les domaines de l’économie, de la gestion et des sciences connexes.

## Structure
Le centre dispose de 19 bâtiments, 169 salles de classe pour les cours réguliers, 16 salles réservées aux programmes de doctorat et 4 auditoriums entièrement équipés pouvant accueillir au total plus de 900 personnes.
Il comprend également une « salle de gouvernance et de prise de décisions » ainsi qu'une salle de séminaire. Ces deux espaces sont équipés pour recevoir et diffuser des visioconférences à l’échelle mondiale, grâce à leur connexion en fibre optique avec le bâtiment administratif de l’Université de Guadalajara. Le CUCEA héberge 9 centres de recherche qui assurent un lien entre l’université et la société de l'État de Jalisco.
Souvent considéré par les étudiants et les enseignants comme le meilleur campus de l’Université de Guadalajara, le CUCEA se distingue par la qualité de son infrastructure et de son niveau académique. Bien que l'affirmation d'être « le meilleur centre universitaire de l'UdeG » puisse être sujette à débat, son prestige est indéniable.
Le campus comprend également deux auditoriums supplémentaires et un « cyber-jardin », une zone permettant aux étudiants de connecter gratuitement leurs ordinateurs portables à Internet, pouvant accueillir jusqu’à 180 personnes. La couverture Wi-Fi est également disponible dans certaines zones.
Le CUCEA est le centre universitaire de l’Université de Guadalajara qui accueille le plus grand nombre d’étudiants : environ 14 100 étudiants en licence et 1 063 en doctorat. L’équipe éducative est composée de 800 enseignants et de 295 membres du personnel administratif.
À la fin de l’année 2006, des travaux ont été lancés pour construire de nouvelles salles de classe dans la partie ouest du campus, ainsi que pour rénover le stationnement et l’entrée piétonne.
Le centre abrite également le Centre d'Études d’Opinion et de Marketing (en espagnol : Centro de Estudios de Opinión y Mercadotecnia, CEO), qui réalise des enquêtes d’opinion à usage interne et externe, tant pour l’université que pour des clients privés.

Vues du campus et de la vie étudiante
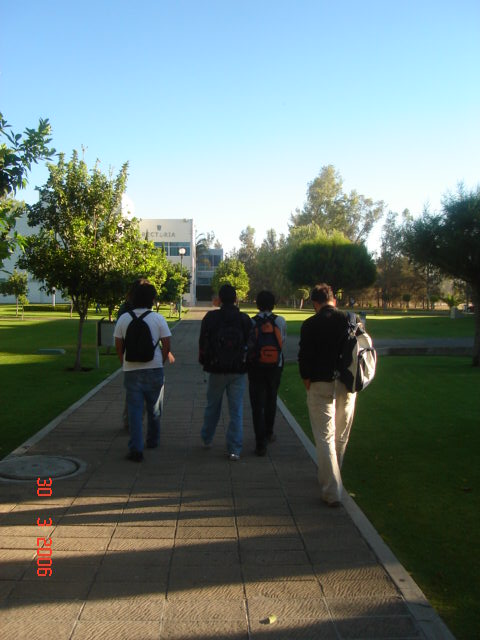
Campus du CUCEA.
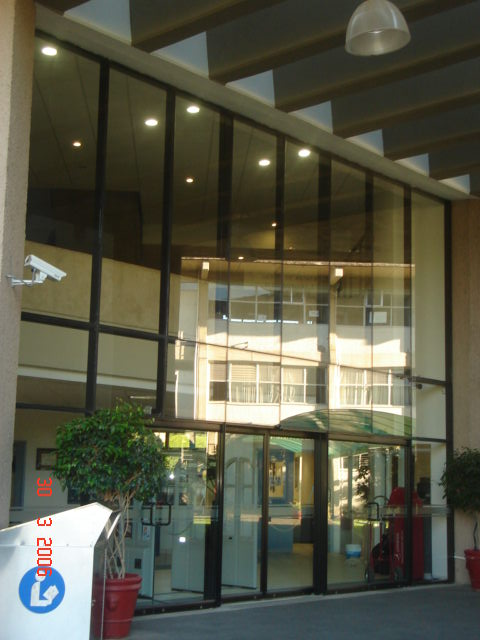
Façade principale et entrée du CERI.
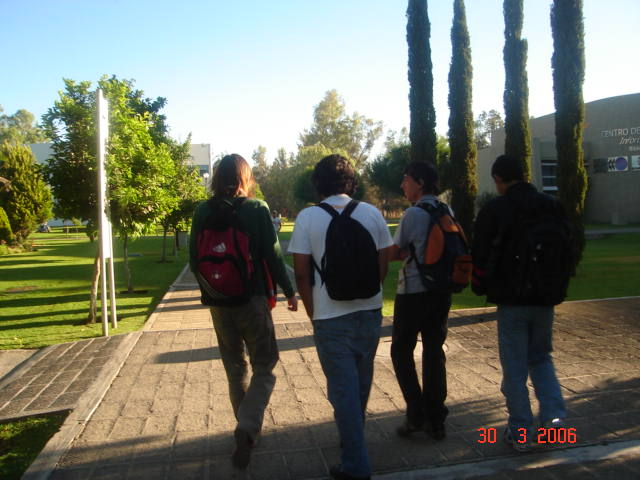
Étudiants se dirigeant vers la tour du rectorat.

## Personnalités liées à l'Université
- Lenia Ruvalcaba, championne paralympique mexicaine de judo